# Bethune (Carolina del Sud)
Bethune è un comune degli Stati Uniti d'America, situato in Carolina del Sud, nella Contea di Kershaw.